# کامی‌یاما، توکوشیما
کامی‌یاما، توکوشیما (به لاتین: Kamiyama, Tokushima) یک منطقهٔ مسکونی در ژاپن است که در استان توکوشیما واقع شده‌است. کامی‌یاما  ۶٬۳۲۵ نفر جمعیت دارد.